# Círculo de Estudios Ferroviarios del Uruguay

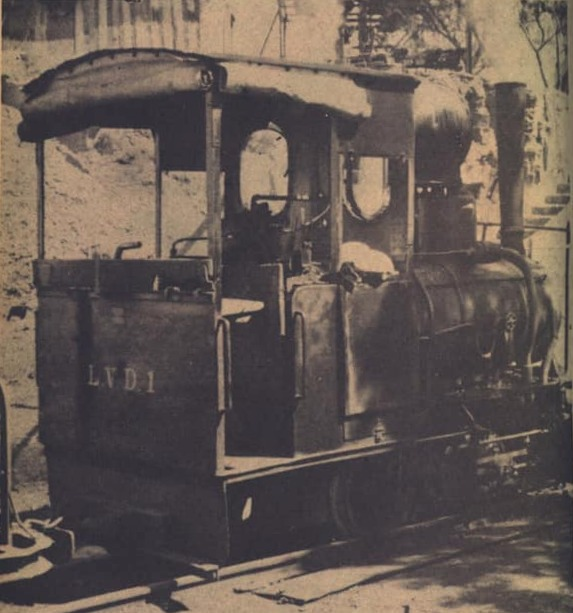
La LVD1 es una Orenstein & Koppel, de trocha de 60cm. Brindo servicio hasta 1981 en Cantera de Parada Sud, en las cercanías de Pueblo Centenario. Provino de Argentina, adquirida de segunda mano por el CUR, a principios de la década del 40, para comenzar a explotar nuevamente la cantera anteriormente mencionada. Estuvo en exposición en el museo de CEFU en la Estación Central General Artigas hasta el año 2003, cuando la estación cerró.

El Círculo de Estudios Ferroviarios del Uruguay  (CEFU) es una institución uruguaya encargada de difundir y preservar el patrimonio ferroviario del país. 

## La institución
Es una institución, sin fines de lucro, la cual cuenta con personería jurídica. CEFU, es ajena a toda práctica política, religiosa, gremial y filosófica. 

## Cometidos
- Preservación del Patrimonio Nacional en materia ferroviaria con fines histórico y turísticos, como ser locomotoras de vapor, vagones antiguos, documentos históricos, etc.
- Difusión, con fines didácticos, de todos aquellos temas relacionados con el ferrocarril mediante la creación de un Museo Ferroviario, intercambio de fotografías históricas y material bibliográfico.
- Intercambio de conocimientos y documentación con otras asociaciones, museos, Ferro clubes e instituciones similares en el resto del mundo.

## Los socios
Son socios de C.E.F.U. personas amantes de los ferrocarriles, tanto de los trenes reales como modelos. Todos comparten la voluntad de mantener y conservar la tradición ferroviaria, trabajando en la restauración y mantenimiento del material rodante, en la recopilación y restauración de documentos, objetos y fotografías históricas para el Museo Ferroviario o mediante la práctica y difusión del hobby del ferromodelismo.

## Trenes históricos

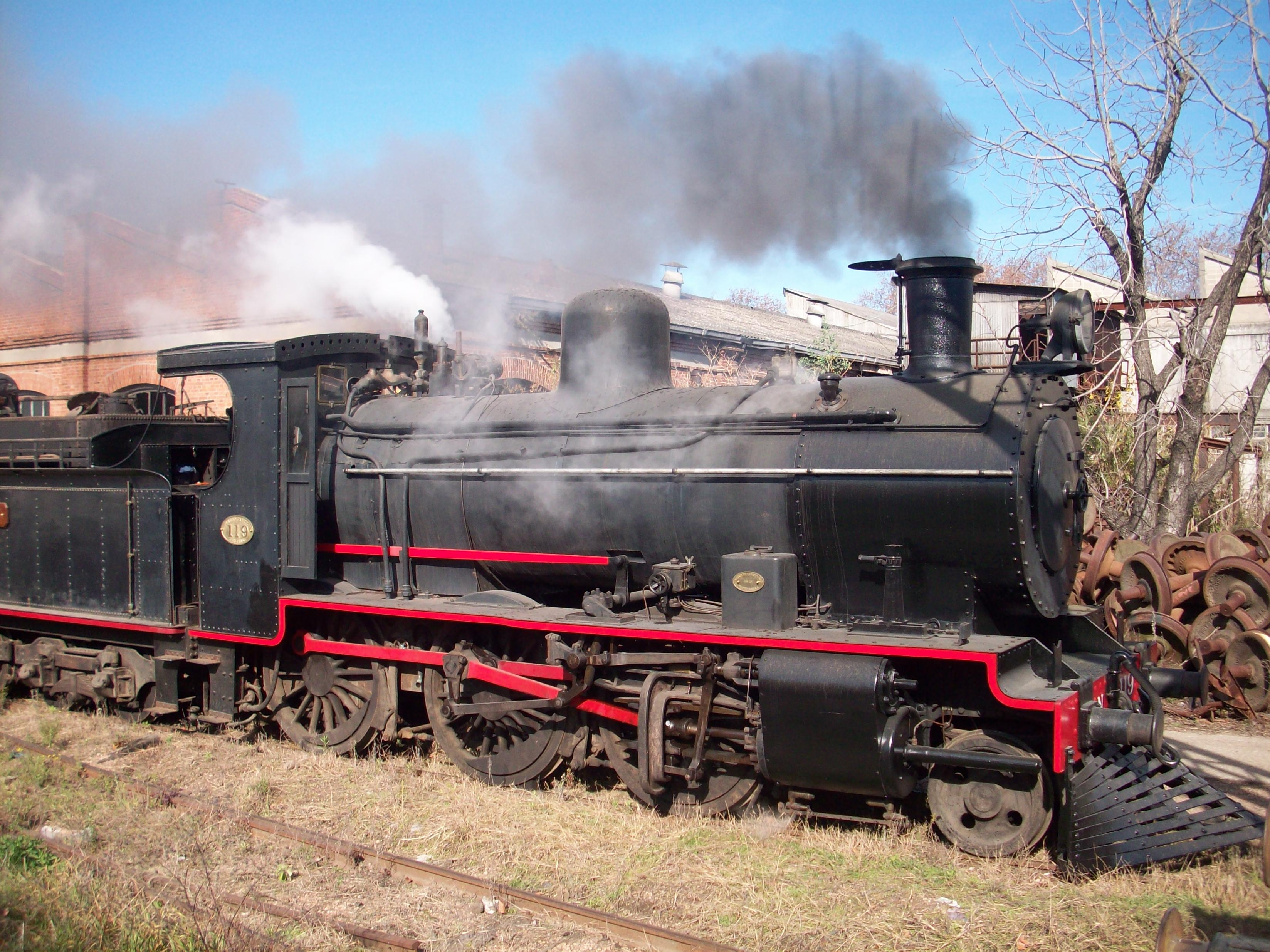
Locomotora N 119 Beyer Peacock tipo 2-6-0

El Círculo de Estudios Ferroviarios cuenta con un pequeño parque de locomotoras a vapor. 
- Locomotora N°3 Manning Wardle 0-6-0, fabricada en Leeds, Inglaterra, en el año 1890 para el Mercado Central de Frutos. Dicha locomotora, es la antigua en funcionamiento en el país.
- Locomotora a vapor Clase N3 N°119, tipo 2-6-0 fabricada por Beyer Peacock en Inglaterra en el año 1910. Perteneció al Central Uruguay Railway y luego a la Administración de Ferrocarriles.
- Locomotora "Decauville" Orenstein & Koppel 0-4-0WT, fabricada en Alemania en 1917. Conocida como LVD N.º 1 fue la única máquina de trocha de 60 cm. que trabajo para el Central Uruguay Railway y también para AFE.

Además, se preserva y se trabaja en la recuperación de un coche motor modelo Brill 55. Fabricado por J. G. Brill en Filadelfia, Estados Unidos  en 1930, siendo el único ejemplar de su tipo que sobrevive en Uruguay.

### Coches de pasajeros
- Coche de 1.ª Clase, de madera N.º 663 de construido en Inglaterra en 1913 para el Ferrocarril Uruguayo del Este.
- Coche oficial con mirador N.º 509 construido  en los talleres Peñarol en el año 1901. Conocido por su utilización en las "Excursiones fonoeléctricas".
- Coche Allan de 1.ª Clase N.º 401 (1952).
- Coche Allan de 2.ª Clase N.º 453 (1952).